# Tetraglenes insignis
Tetraglenes insignis är en skalbaggsart som beskrevs av Newman 1842. Tetraglenes insignis ingår i släktet Tetraglenes och familjen långhorningar.
Artens utbredningsområde är:
- Filippinerna.
- Laos.
- Myanmar.

Inga underarter finns listade i Catalogue of Life.